# Królikowo (województwo pomorskie)
Królikowo (niem. Königsee) – wieś w Polsce położona w województwie pomorskim, w powiecie sztumskim, w gminie Stary Dzierzgoń w pobliżu zawieszonej linii kolejowej Malbork-Małdyty nad rzeką Dzierzgoń. Osada wchodzi w skład sołectwa Lipiec. W latach 1975-1998 miejscowość administracyjnie należała do województwa elbląskiego.
Wieś wzmiankowana w dokumentach z roku 1305, jako wieś czynszowa na 40 włókach (potem jako folwark szlachecki). Pierwotna nazwa wsi brzmiała Konygisze. W roku 1782 we wsi odnotowano pięć domów (dymów), natomiast w 1858 w czterech gospodarstwach domowych było 77 mieszkańców. W latach 1937–39 było 62 mieszkańców. W roku 1973 wieś należała do powiatu morąskiego, gmina Stary Dzierzgoń, poczta Stare Miasto.
Na mapie z 1966 zaznaczonych jest kilka domów, usytuowanych wzdłuż drogi. W 2009 r. (oraz na mapach z lat 90. XX w.) nie widać zabudowań. Śladem po osadzie jest jedynie drewniana kapliczka zawieszona na starym, przydrożnym dębie oraz zarastające pastwiska nad rzeką Dzierzgoń. Przebiegająca w pobliżu linia kolejowa (Dzierzgoń-Myslice) została całkowicie rozebrana, a część betonowych podkładów ułożono na fragmencie drogi w kierunku na Lipiec. Na północ od osady, na drodze do wsi Lipiec, znajduje się wiadukt kolejowy.

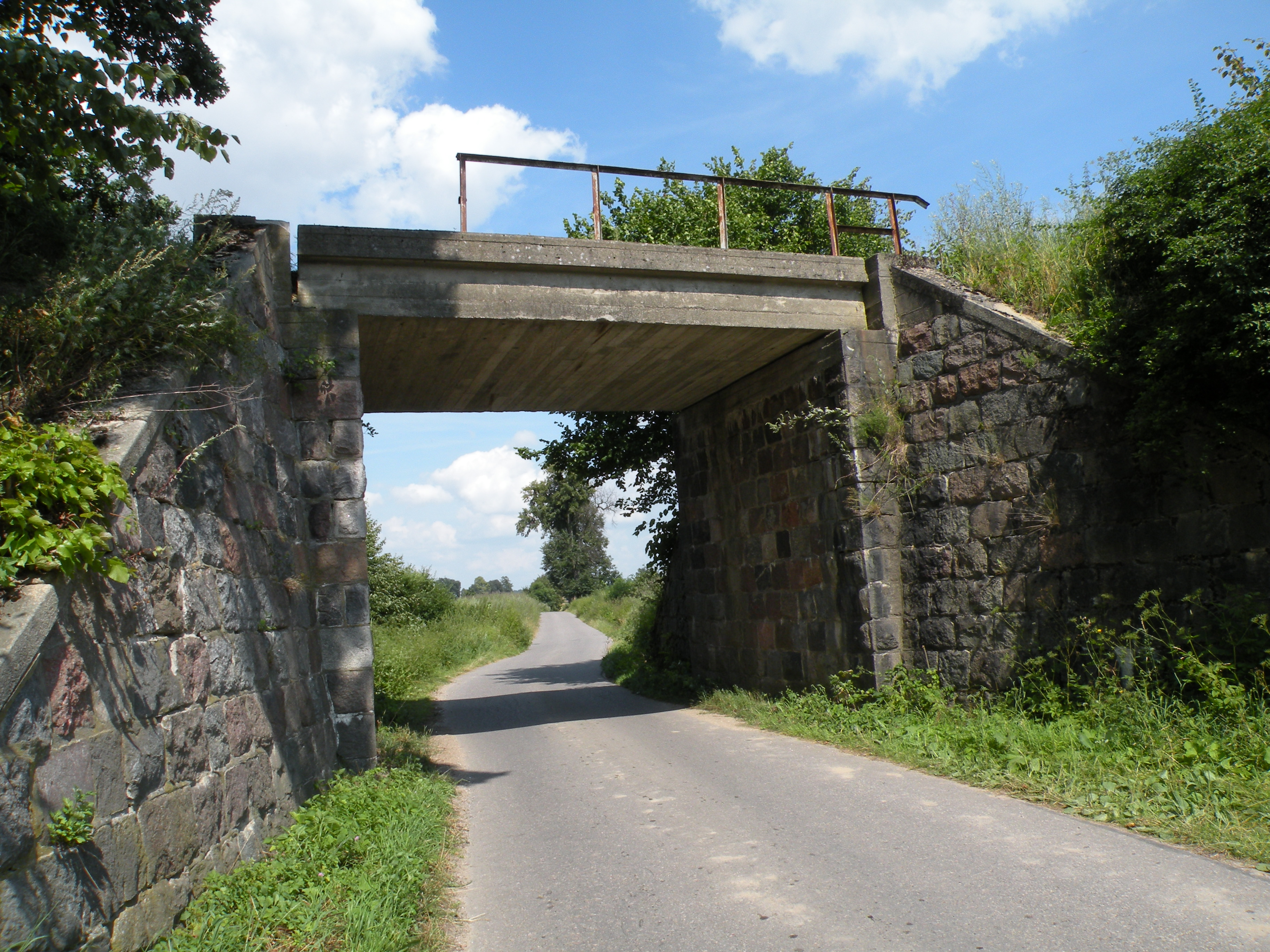
Wiadukt kolejowy na drodze do Lipiec